# Adolfo Zon Pereira
Adolfo Zon Pereira, S.X. (Orense, España, 23 de enero de 1956) es un religioso javeriano español que actualmente es obispo de Alto Solimões, en Brasil.

## Biografía
Profesó en la sociedad de los javerianos el 2 de octubre de 1982. Fue ordenado sacerdote el 21 de junio de 1986. Se graduó en teología en la Universidad Pontificia Comillas y, actualmente, está estudiando un máster en Teología Pastoral en la Universidad de Salamanca. Al comienzo de su carrera sacerdotal, trabajó en la pastoral de la Juventud de la archidiócesis de Pamplona y Tudela. Fue párroco en la parroquia San Francisco Javier (1988-1992) y tesorero de los javerianos.
En 1993, se trasladó a Brasil, a la parroquia de Nossa Senhora Rainha da Paz, en la diócesis de Abaetetuba. Fue miembro del Consejo Regional de Cáritas del Norte en la Conferencia Nacional de Obispos de Brasil, asesor en la formación de laicos en la Escuela de Fe y Política, director de la Escuela Diocesana de Evangelización; y vice-regional de los misioneros javerianos, de 2005 a 2010. Fue administrador económico de la diócesis de Abaetetuba (2005-2006). Fue profesor de Doctrina Social de la Iglesia en el Instituto Regional de Formación Presbiteral en el norte regional 2 de CNBB.

### Obispo
El 27 de agosto de 2014, fue nombrado por el papa Francisco obispo coadjutor de Alto Solimões. Fue consagrado por el obispo Flávio Giovenale, S.D.B.. Seis meses después, sustituyó a Evangelista Alcimar Caldas Magalhães, O.F.M. Cap., al frente de la diócesis. 